# Bulbophyllum gobiense
Bulbophyllum gobiense là một loài phong lan thuộc chi Bulbophyllum.